# Jonction triple des Galápagos

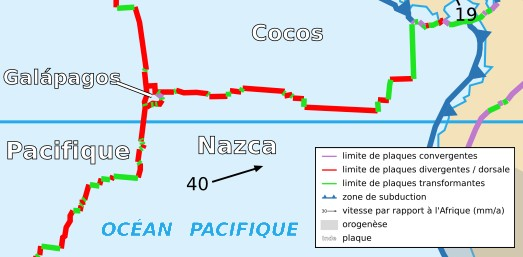
Carte des plaques tectoniques autour des îles Galápagos.

La jonction triple des Galápagos est une jonction triple de plaques tectoniques située dans l'océan Pacifique.
La zone est située à plusieurs centaines de kilomètres à l'ouest de l'archipel des îles Galápagos et est formée par les plaques de Cocos, de Nazca et pacifique.
Il s'agit d'un type inhabituel de jonction triple car ces trois plaques tectoniques ne se rencontrent pas à une simple intersection. La jonction inclut deux microplaques : la plaque des Galápagos et la plaque nord-Galápagos.